# NRJ Music Award de la révélation belge de l'année
Le prix de la Révélation belge de l'année est une récompense musicale décernée lors des NRJ Music Awards depuis 2022. Le prix est attribué lors d'une émission en directe sur NRJ (Belgique) avant la cérémonie diffusée sur TF1.

## Palmarès
| Année | Artiste         |
| ----- | --------------- |
| 2022  | Pierre de Maere |
| 2023  | Sola            |
| 2024  | Helena,         |